# Палена (спътник)
Вижте пояснителната страница за други значения на Палена.
Палена е естествен спътник на Сатурн. Известен е още под името Сатурн 33. При откриването му е дадено предварителното означение S/2004 S 2. Спътникът е открит на снимки от апарата Касини-Хюйгенс, заснети през 2004 г. от д-р Себастиан Шарноз. Спътникът носи името на фигурата от древногръцката митология Палена, като то е одобрено от Международния астрономически съюз през 2005 г. Палена е една от седемте дъщери на гиганта Алкионей.
Подобно на Метония, Палена се намира на орбита със сравнително ниска инклинация и ексцентрицитет между тези на Мимас и Енцелад.
Спътникът е заснет за пръв път на 23 август 1981 г. от Вояджър 2 по време на преминаването му през сатурновата система. Дадено му е означението S/1981 S 14, но тъй като е заснета само една снимка, орбитата на тялото не е изчислена и то е изгубено.